# Parafia Najświętszego Serca Pana Jezusa w Siewierzu
Parafia Najświętszego Serca Pana Jezusa – rzymskokatolicka parafia znajdująca się w Siewierzu. Należy do dekanatu siewierskiego, diecezji sosnowieckiej i metropolii częstochowskiej. Utworzona w 1987 z parafii św. Macieja Apostoła w Siewierzu.

## Proboszczowie
- 1987–2017 ks. Emil Ilków
- 2017–2020 ks. Marek Cuda[1]
- od 2021 ks. Jacek Michalak